# Mystacinidae
Mystacinidae é uma família de morcegos que possui apenas um género, Mystacina, com duas espécies.
Os membros desta família são os que menos se assemelham a típicos morcegos. Passam grande parte do tempo no solo e têm a habilidade única de poderem enrolar as suas asas numa membrana, quando não as usam.

## Espécies
- Mystacina robusta Dwyer, 1962
- Mystacina tuberculata Gray, 1843
- Mystacina miocenalis Hand, 2015